# موراوتش (ناحیه پلهریموف)
موراوتش (به چکی: Moraveč) یک منطقهٔ مسکونی در جمهوری چک است که در ناحیه پلهریموو واقع شده‌است. موراوتش ۹٫۰۱ کیلومتر مربع مساحت و ۲۰۸ نفر جمعیت دارد و ۵۹۵ متر بالاتر از سطح دریا واقع شده‌است.